# U-621
Unterseeboot 621 foi um submarino alemão do Tipo VIIC, pertencente a Kriegsmarine que atuou durante a Segunda Guerra Mundial.

## Comandantes
| Comandante              | Data                                      |
| ----------------------- | ----------------------------------------- |
| Kptlt. Horst Schünemann | 7 de maio de 1942 - 4 de dezembro de 1942 |
| Oblt. Max Kruschka      | 4 de dezembro de 1942 - 7 de maio de 1944 |
| Oblt. Hermann Stuckmann | 15 de maio de 1944 - 18 de agosto de 1944 |

## Subordinação
Durante o seu tempo de serviço, esteve subordinado às seguintes flotilhas:
| Período                                     | Flotilha                                  |
| ------------------------------------------- | ----------------------------------------- |
| 7 de maio de 1942 - 30 de setembro de 1942  | 8. Unterseebootsflottille (treinamento)   |
| 1 de outubro de 1942 - 18 de agosto de 1944 | 9. Unterseebootsflottille (serviço ativo) |
| 19 de agosto de 1943 - 1 de outubro de 1943 | 9. Unterseebootsflottille (serviço ativo) |

## Operações conjuntas de ataque
O U-621 participou das seguinte operações de ataque combinado durante a sua carreira:
- Rudeltaktik Panther (10 de outubro de 1942 - 16 de outubro de 1942)
- Rudeltaktik Puma (16 de outubro de 1942 - 29 de outubro de 1942)
- Rudeltaktik Raufbold (11 de dezembro de 1942 - 18 de dezembro de 1942)
- Rudeltaktik Hartherz (3 de fevereiro de 1943 - 7 de fevereiro de 1943)
- Rudeltaktik Ritter (11 de fevereiro de 1943 - 26 de fevereiro de 1943)
- Rudeltaktik Burggraf (4 de março de 1943 - 5 de março de 1943)
- Rudeltaktik Raubgraf (7 de março de 1943 - 15 de março de 1943)
- Rudeltaktik Amsel 1 (3 de maio de 1943 - 6 de maio de 1943)
- Rudeltaktik Elbe (7 de maio de 1943 - 10 de maio de 1943)
- Rudeltaktik Elbe 2 (10 de maio de 1943 - 14 de maio de 1943)
- Rudeltaktik Mosel (19 de maio de 1943 - 24 de maio de 1943)